# Boguslavka
Boguslavka (en rus: Богуславка) és un poble del krai de Primórie, a l'Extrem Orient de Rússia, que en el cens del 2010 tenia 851 habitants.